# Inositol trisfosfato

Estructura química del inositol trisfosfato.

Inositol trifosfato, inositol 1,4,5-trisfosfato o trifosfoinositol (abreviado InsP3 o IP3), es un segundo mensajero de la transducción de señal celular. Se produce, junto con el diacilglicerol, por hidrólisis catalizada mediante la fosfolipasa C del fosfatidilinositol 4,5-bifosfato (PIP2) , un fosfolípido de membrana. Su efecto en el entorno celular es la movilización del Ca2+, almacenado en orgánulos como el retículo endoplasmático y en el aparato de Golgi.